# Charlotte Christina Magdalene Johanna van Hanau-Lichtenberg

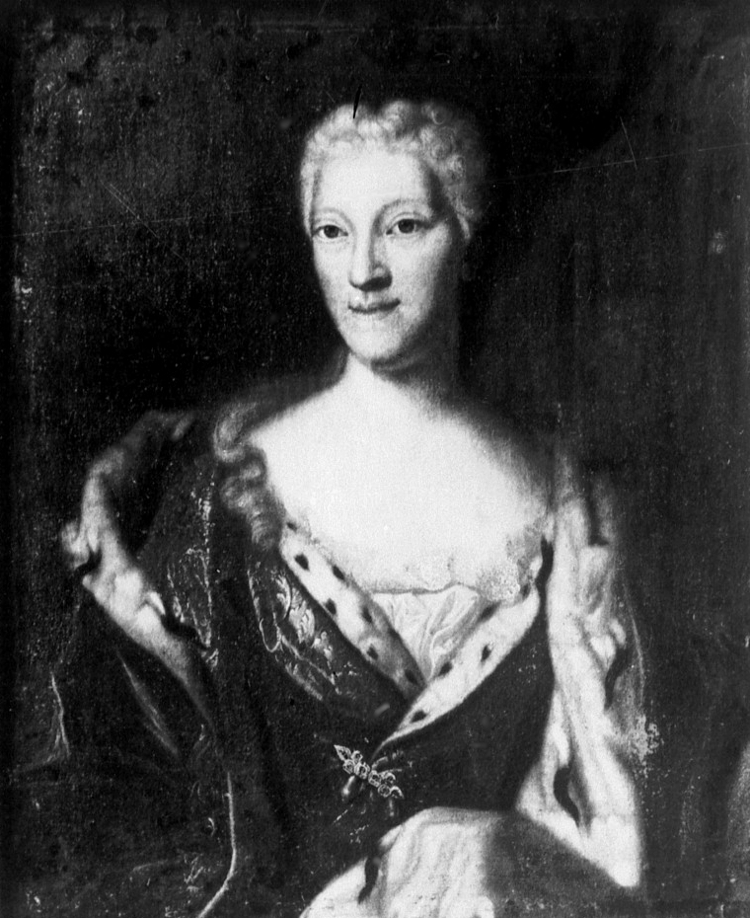
Charlotte, gravin van Hanau-Lichtenberg

Charlotte Christine Magdalene Johanna van Hanau-Lichtenberg (Bouxwiller, 2 mei 1700 — Darmstadt, 1 juli 1726), gravin van Hanau, was de echtgenote van landgraaf Lodewijk VIII van Hessen-Darmstadt.

## Leven
Charlotte was het enige kind van de laatste graaf van Hanau, Johan Reinhard III van Hanau en gravin Dorothea Frederika van Brandenburg-Ansbach. Zo was ze de enige erfgenaam van het graafschap Hanau.

## Huwelijk
De eerste man die haar de hand vroeg om te trouwen, was de kroonprins en later landgraaf Willem VIII van Hessen-Kassel. Als dit huwelijk had plaatsgevonden, zou het graafschap Hanau verenigd zijn gebleven. Het mislukte echter vanwege religieuze verschillen tussen Willem, die calvinist was en Charlotte, die luthers was.
De tweede kandidaat was de kroonprins en later landgraaf Lodewijk VIII van Hessen-Darmstadt, die lutheraan was. Zij trouwden op 5 april 1717. Uit dit huwelijk werden de volgende kinderen geboren:
- Lodewijk IX (1719-1790), landgraaf van Hessen-Darmstadt, huwde met Henriëtte Caroline van Palts-Zweibrücken
- Charlotte Wilhelmina Frederica (1720-1721)
- George Willem (1722-1782), keizerlijk generaal, huwde met Maria Luise Albertine van Leiningen-Dagsburg-Falkenburg
- Karoline Luise (1723-1783), huwde in 1751 met markgraaf Karel Frederik van Baden
- Augusta (1725-1742)
- Johan Frederik Karel (1726-1746)